# Betsha
Betsha, oficialmente Beetsha, es un pueblo ubicado en el Distrito Noroeste de Botsuana. Está localizado al norte del río Okavango, y a su vez, cerca del propio Delta del Okavango. Según el censo oficial del estado de Botsuana, la población de Betsha en el año 2001 era de 941 habitantes, en concreto 422 hombres y 519 mujeres.
Betsha se sitúa a 965 metros sobre el nivel del mar y se encuentra a unos 700 kilómetros de la capital de Botsuana, Gaborone.
| Climograma de Beetsha | Climograma de Beetsha | Climograma de Beetsha | Climograma de Beetsha | Climograma de Beetsha | Climograma de Beetsha | Climograma de Beetsha | Climograma de Beetsha | Climograma de Beetsha | Climograma de Beetsha | Climograma de Beetsha | Climograma de Beetsha |
| --- | --------------------- | --------------------- | --------------------- | --------------------- | --------------------- | --------------------- | --------------------- | --------------------- | --------------------- | --------------------- | --------------------- |
| E | F                     | M                     | A                     | M                     | J                     | J                     | A                     | S                     | O                     | N                     | D                     |
| 182 32 20 | 132 31 19             | 97 31 19              | 8 30 17               | 1 29 14               | 1 24 11               | 1 25 10               | 1 29 14               | 1 36 15               | 14 41 18              | 47 39 19              | 132 35 19             |
| temperaturas en °C • totales de precipitación en mm fuente: |                       |                       |                       |                       |                       |                       |                       |                       |                       |                       |                       |
| Conversión sistema imperial\| E \| F \| M \| A \| M \| J \| J \| A \| S \| O \| N \| D \| \| 7.2 90 68 \| 5.2 88 66 \| 3.8 88 66 \| 0.3 86 63 \| 0 84 57 \| 0 75 52 \| 0 77 50 \| 0 84 57 \| 0 97 59 \| 0.6 106 64 \| 1.9 102 66 \| 5.2 95 66 \| \| temperaturas en °F • totales de precipitación en pulgadas \| \| \| \| \| \| \| \| \| \| \| \| |                       |                       |                       |                       |                       |                       |                       |                       |                       |                       |                       |
| E | F                     | M                     | A                     | M                     | J                     | J                     | A                     | S                     | O                     | N                     | D                     |
| 7.2 90 68 | 5.2 88 66             | 3.8 88 66             | 0.3 86 63             | 0 84 57               | 0 75 52               | 0 77 50               | 0 84 57               | 0 97 59               | 0.6 106 64            | 1.9 102 66            | 5.2 95 66             |
| temperaturas en °F • totales de precipitación en pulgadas |                       |                       |                       |                       |                       |                       |                       |                       |                       |                       |                       |

| E                                                         | F         | M         | A         | M       | J       | J       | A       | S       | O          | N          | D         |
| 7.2 90 68                                                 | 5.2 88 66 | 3.8 88 66 | 0.3 86 63 | 0 84 57 | 0 75 52 | 0 77 50 | 0 84 57 | 0 97 59 | 0.6 106 64 | 1.9 102 66 | 5.2 95 66 |
| temperaturas en °F • totales de precipitación en pulgadas |           |           |           |         |         |         |         |         |            |            |           |